# جون ميلز بيرسون
جون ميلز بيرسون (بالإنجليزية: John Mills Pearson)‏ هو سياسي أمريكي، ولد في 7 أكتوبر 1832 في الولايات المتحدة، وتوفي في 4 يونيو 1910 في غودفري في الولايات المتحدة. حزبياً، نشط في الحزب الجمهوري. وقد انتخب عضو مجلس نواب إلينوي.